# 帕克希爾 (加利福尼亞州)
帕克希爾（英語：Parkhill）是位於美國加利福尼亞州比尤特縣的一個非建制地區。該地的面積和人口皆未知。

## 地理
帕克希爾的座標為39°43′21″N 121°29′48″W / 39.72250°N 121.49667°W，而該地的平均海拔高度為592米（即1942英尺）。